# 孫鏜 (懷寧侯)
孫鏜，字振遠，東勝州人。明朝軍事將領。懷寧侯。

## 生平
孫鏜襲父親的濟陽衛指揮同知，因朱勇舉薦，進署指揮使。正統末年，升爲指揮僉事，充左參將，跟從總兵官徐恭討葉宗留，擊敗金華，復破烏龍嶺。土木之變后，明景帝召還，后升爲都督僉事，總管三千營，也先入犯時，進右都督，擔任總兵官，統京軍一萬部隊抵達紫荊關。當出兵時，也先部隊已經抵達應天府，於是其率部隊到城外結營。京師保衛戰中，瓦剌先進攻德勝門，被于謙等人阻擋，后轉攻西直門。起初不胜，但恰逢援兵赶到，共战守将右都督孙镗，镗斩其先锋数人，深入敌阵，然力战不支，欲入城，监军程信不允，镗又率军力战，恰逢高禮、毛福壽來援，两军混战，高禮甚至中流矢。又逢石亨、石彪率大军赶到，夹击瓦刺军，敌军不支，仓皇撤走。明景帝命其與楊洪追討，在涿州深溝作戰，并有斬獲。大軍歸還后，仍反負責總管三千營。景泰初年，楊洪彈劾孫鏜，石亨請赦免，而江淵亦言城下之役，惟孫鏜戰最力，於是釋放。景泰三年，擔任副總兵，協助郭登鎮守大同，后召還，總督三千營。明英宗復辟時，孫鏜因奪門之變功，封懷寧伯，尋予世券。
天順初年，甘肅告警，明英宗召孫鏜為總兵官，率領京軍往討。將離時，當晚曹吉祥、曹欽謀反，其部下都指揮馬亮告變於恭順侯吳瑾，吳瑾趕快告訴孫鏜。孫鏜草奏，叩東長安門，自門隙投入內廷，逮捕曹吉祥，并鎮守皇城諸門。孫鏜到太平侯張瑾，邀請一同平反，張瑾不敢。孫鏜之後到宣武街，派遣其兩子孫輔、孫軏募兵，率兩千兵，擊退曹欽。曹欽攻東長安門，不得后轉為攻東安門，曹欽重傷，孫軏亦戰死。之後遂平定叛亂。論功第一，進爵世侯，仍典三千營。贈孫軏百戶，世襲。
天順末年，因受賄被彈劾，后請求退職，明英宗下詔解營務及府軍前衛事，仍然擔任左軍都督府事。明憲宗繼位后，太監牛玉得罪，孫鏜因連坐，停祿閑住。后因連續陳勤功勞，最後給俸祿如故。成化七年去世，贈淶國公，謚武敏。